# Афнер, Пьер (правозащитник)
Пьер Афне́р (фр. Pierre Haffner) — французский и российский бывший предприниматель, журналист, блогер, правозащитник, политический активист. Основатель и президент ассоциации «Svoboda Liberté».
В течение многих лет работал в России, с 1992 год по 2017 жил в России, где до 2008 года имел свой бизнес, затем принимал активное участие в освещении в международной прессе деятельности российской оппозиции. В 2017 году эвакуировался на родину во Францию, где продолжает журналистскую и правозащитную деятельность, освещает движение жёлтых жилетов во Франции, проводит журналистские расследования и публикует статьи о деятельности российских спецслужб в Европе.
Оказал помощь в эвакуации во Францию многих известных, преследуемых властью, российских оппозиционеров, таких как Вячеслав Мальцев, Владимир Осечкин и др.
Широкую международную известность получил после того, как 13 марта 2022 года, вместе с белорусским правозащитником, координатором горячей линии международного правозащитного проекта Gulagu.net Сергеем Савельевым, проник на одну из вилл родственников президента РФ Владимира Путина на французском курорте в Биаррице, развернул украинский флаг на балконе виллы и заявил о намерении разместить на ней украинских беженцев с российско-украинской войны.

## Биография
Пьер Афнер начал свою трудовую деятельность как механик по бурению нефтяных скважин. Около пятнадцати лет проработал на международных нефтяных платформах. Был первым делегатом от французского профсоюза CGT в компании «Forasol Foramer Nv». В 1986 году вернулся во Францию, где наблюдал процесс распада СССР из сообщений СМИ. В связи с открытием возможностей по созданию совместных международных предприятий в странах бывшего СССР, решил изучать русский язык для возможной поездки в Россию и СНГ.
В 1992 году получил высшее образование в области делового русского языка и уехал жить и работать в Россию, где основал собственную торговую компанию, специализировавшуюся на продаже и обслуживании оборудования и приспособлений для резки и сварки металлов. Клиенты фирмы Афнера были расположены по всей территории России и стран СНГ.
С 1999 года Пьер Афнер стал свидетелем прихода к власти в России Владимира Путина и постепенного ужесточения правящего режима в стране, в том числе и по отношению к совместным и международным предприятиям. В августе 2008 года, в связи с экономическим кризисом, ситуация в России резко ухудшилась ещё сильнее, многие предприятия, в том числе и клиенты Афнера, закрылись, и его бизнес в России стал приходить в упадок.
Уже в то время Пьер Афнер предвидел ещё большее ухудшение политической ситуации в России и возможные негативные последствия от этого для всего мира:

…Историки, политологи, социологи, экономисты придерживаются существенно разных мнений, но все они подтверждают тенденцию. Это конец режима, системы или страны? Эта тема заслуживает изучения и, прежде всего, прогнозирования, поскольку она будет иметь планетарные последствия…— Пьер Афнер. Mediapart.
Изучая тенденцию ещё большего изменения ситуации в России, Афнер много общался с оппозиционно настроенными к правящему режиму предпринимателями и политическими активистами, оказывал помощь в эвакуации во Францию преследуемым властью российским оппозиционерам, за что попал в сферу внимания российских спецслужб, был трижды арестован и подвергался нападению со стороны агентов ФСБ.
В 2017 году, из-за усилившихся преследований, был вынужден эвакуироваться на родину во Францию, где продолжал помогать российским оппозиционерам эвакуироваться из России в Европу, чтобы избегать арестов. Оказал помощь в эвакуации во Францию многих известных, преследуемых властью, российских оппозиционеров, таких как Вячеслав Мальцев, Владимир Осечкин и др. В 2018—2019 годах Пьер Афнер стал удалённо сотрудничать с российским СМИ-видеоизданием и YouTube-каналом «Закон и Порядок ПРЯМОЙ-ЭФИР». Имеет удостоверение журналиста.
На своей родине, во Франции, был неприятно поражён произошедшими, за время его жизни в России, такими-же негативными изменениями в сторону ужесточения политического режима и ограничения свобод граждан. Сравнил правление президента Макрона с фашистским режимом Петена. Принял участие и стал освещать протестное движение жёлтых жилетов.
25 ноября 2021 года, за несколько месяцев до начала военных событий, Пьер Афнер в своем видеоблоге опубликовал предупреждение для общественности о готовящемся военном вторжении России на Украину:

В четвёртый раз в этом году российская армия сосредотачивает у границ Украины военную технику и более 100 000 военнослужащих. Но на этот раз уже не для выполнения манёвров. Новая война угрожает Европе.— Пьер Афнер. «Завтра-война!»
13 марта 2022 года Пьер Афнер, вместе с известным белорусским правозащитником и координатором горячей линии правозащитного проекта Gulagu.net Сергеем Савельевым, проник на одну из вилл родственников президента РФ Владимира Путина на французском курорте в Биаррице. Афнер и Савельев проникли на виллу «Альта Мира» в Биаррице, которую связывают с младшей дочерью Владимира Путина Катериной Тихоновой и её бывшим мужем Кириллом Шамаловым. В знак протеста против политических репрессий в России и вторжения России на Украину, Афнер и Савельев сменили в здании виллы замки и заявили о намерении разместить на ней украинских беженцев. Пьер Афнер развернул на балконе виллы украинский флаг.

Я прожил в России 25 лет, с 1992 по 2017 год. В России я часто посещал Немцовский мост, разговаривал со сторожами и посетителями мемориала, возведенного на месте, где был убит лидер оппозиции, Борис Немцов. Я встречался с активистами-демократами. Я снял и описал в своем блоге их демонстрации за свободу и демократию в России, а также их аресты. Зарегистрированный ФСБ (бывший КГБ) 20 декабря стал жертвой покушения. Один из его агентов, Евгений Платов, добровольно проецировал меня на дороге в Москве, перед пробками. Несмотря на мои жалобы российскому прокурору, этот преступник не беспокоился. Четыре года российского расследования превратили Евгения Платова в неизвестного человека, с которым у меня была бы ссоры. Беженец во Франции, у меня есть российские политические беженцы, пересекающие границы и их создание в нашей стране. ФСБ направила своих агентов, Дмитрия Мурмалева и Вадима Майорова, шпионить за нами во Франции. В июне 2021 года Вадим Майоров устроил мне ловушку в Италии, откуда я бы не вернулся. Я уверен, что в России происходят глубокие изменения. Россия должна, наконец, модернизироваться, изменятся. Моя колонка на Médiapart намерена сообщить об этих событиях. Я жду свержения режима, чтобы иметь возможность вернуться в Россию.— Пьер Афнер. Mediapart.
23 сентября 2022 года Пьер Афнер, совместно с правозащитником Владимиром Осечкиным, провели международный прямой эфир по поводу начатой в России «частичной мобилизации». К прямому эфиру, по телефону, присоединился автор книги «ZOV 56» Павел Филатьев. Все участники прямого эфира, с переводом Пьера Афнера на французский язык, обратились к своим зрителям, резко осудили эскалацию военных усилий РФ в войне с Украиной и поделились своим опытом и советами со всеми желающими эвакуироваться из России.
В октябре 2022 года, по заявлению во французскую полицию гражданки российского происхождения Елены (Кутузовой) Бидиген, у Пьера Афнера полицией Франции был произведён обыск. Российская оппозиционерка, правозащитница и эмигрантка Елена Васильева обратилась ко всем российским политическим беженцам, которым помогал Афнер, с призывом поддержать Пьера Афнера.